# David Shulist
David Shulist (ur. 1951 w Wilno w Kanadzie) – działacz kultury w kanadyjnskiej prowincji Ontario. 

## Życiorys
Syn Martina Shulista. 
Od wielu lat pełni funkcję prezydenta stowarzyszenia „Wilno Heritage Society”, którego celem jest ochrona i promocja kultury kaszubskiej. Jest wójtem gminy Madawaska Valley w prowincji Ontario. W Kanadzie nagrodę państwową przyznała mu Michaelle Jean. 
Jest współautorem „Słownika polsko-angielsko-kaszubskiego” wydanego w 2010 (ISBN 978-83-928569-0-0) oraz „Słownika kaszubsko-angielsko-polskiego” - 2011 (ISBN 978-83-928569-1-7) - (pierwszy współautor to Marian Jeliński). Odznaczony Medalem Stolema oraz Brązowym Medalem „Zasłużony Kulturze Gloria Artis”.